# Pierre Boulle
Pierre Boulle (Aviñón, Provenza-Alpes-Costa Azul; 20 de febrero de 1912-París; 30 de enero de 1994) fue un escritor francés.

## Biografía
Después de terminar sus estudios, se marchó a vivir a Oriente. Se alistó en el ejército y combatió durante la Segunda Guerra Mundial en China, Birmania e Indochina. 
Boulle se desempeñó como agente secreto con el nombre de Peter John Rule y ayudó al movimiento de resistencia en China, Birmania e Indochina francesa. En 1943, fue capturado por leales a la Francia de Vichy en el río Mekong y fue sometido a graves dificultades y trabajos forzados. Más tarde fue nombrado caballero de la Legión de Honor y condecorado con la Croix de Guerre y la Médaille de la Résistance. Describió sus experiencias de guerra en la obra no ficción My Own River Kwai. Después de la guerra, se mantendría en contacto con sus compañeros de guerra por el resto de su vida. Tras la guerra, se fue a vivir a Malasia y, finalmente, regresó para instalarse definitivamente en Francia.
Escribió las novelas El puente sobre el río Kwai (1952) y El planeta de los simios (1963). Boulle vendió los derechos de producción cinematográficos de  El Planeta de los simios a Arthur P. Jacobs, un productor de Hollywood. Boulle pensaba que su novela no era tan sustanciosa como para sustentar un guion cinematográfico; pero estaba equivocado ya que se transformó en una saga de culto cinematográfica.
El puente sobre el río Kwai fue adaptada en una película homónima en 1957, dirigida por David Lean. El filme ganó 7 Premios Óscar, incluyendo el de mejor película y el de mejor guion adaptado. Boulle ganó el premio al mejor guion adaptado a pesar de no haber escrito el guion y, según él mismo admitió, ni siquiera hablar inglés. El guion fue escrito por Carl Foreman y Michael Wilson, quienes estaban en la lista negra de la caza de brujas liderada por el senador Joseph McCarthy, acusados de pertenecer a organizaciones comunistas, por lo que tenían que trabajar secretamente, y su aportación no fue acreditada en la primera versión. Por ello, el premio Óscar al mejor guion adaptado fue acreditado a Pierre Boulle. En 1985, la Academia concedió un premio póstumo a los dos guionistas.
Pese a ser un escritor de vocación tardía, fue prolífico y aplaudido desde sus primeras entregas.

## Obras

### Novelas
- William Conrad (1950)
- El sacrilegio malayo (Le Sacrilège malais) (1951)
- El puente sobre el río Kwai (Le Pont de la rivière Kwaï) (1952)
- La cara (La Face) (1953)
- Le Bourreau (1954)
- L'Épreuve des hommes blancs (1955)
- Les Voies du salut (1958)
- Un métier de seigneur (1960)
- El planeta de los simios (La Planète des singes) (1963)
- Le Jardin de Kanashima (1964)
- Le Photographe (1967)
- Les Jeux de l'esprit (1971)
- Les Oreilles de jungle (1972)
- Les Vertus de l'enfer (1974)
- El buen Leviatán (Le Bon léviathan) (1977)
- Les Coulisses du ciel (1979)
- L'Énergie du désespoir (1981)
- Miroitements (1982)
- La Baleine des Malouines (1983)
- Pour l'amour de l'art (1985)
- Le Professeur Mortimer (1988)
- Le Malheur des uns... (1990)
- À nous deux Satan (1992)
- L'Archéologue et le mystère de Néfertiti (2005). Publicada póstumamente

### Cuentos
- Contes de l'absurde (1953)
- E = mc² (1957)
- Un étrange évènement (1957)
- Histoires charitables (1965)
- Quia absurdum: sur la Terre comme au Ciel (1970)
- Histoires Perfides (1976)
- L'Enlèvement de l'Obélisque (2007)

### Relatos
Relatos no publicados en colecciones.
- "Aux sources de la rivière Kwaï" (1966)
- "L'Ilon, souvenirs" (1990)

### Obras de teatro
- William Conrad: pièce en quatre actes (1962). Adaptación de su novela William Conrad

### No ficción
Ensayos
- Le Siam (Walt Disney) (1955)
- L'Étrange croisade de l'empereur Frédéric II (1968)
- L'Univers ondoyant (1987)

## Premios y distinciones
Premios Óscar
| Año  | Categoría                        | Película                    | Resultado |
| ---- | -------------------------------- | --------------------------- | --------- |
| 1958 | Mejor argumento y guion adaptado | El puente sobre el río Kwai | Ganador   |